# Toyota bZ4X
El Toyota bZ4X es un crossover compacto tipo SUV eléctrico de batería producido por el fabricante japonés Toyota desde 2022. El vehículo debutó en abril de 2021 como el "Concepto bZ4X". Es el primer vehículo basado en la plataforma e-TNGA desarrollada conjuntamente por Toyota y Subaru, y el primer modelo de la marca que forma parte de su serie Toyota bZ ("más allá de cero") de vehículos de cero emisiones.
Las ventas mundiales del bZ4X comenzaron a mediados de 2022, con producción planificada en Japón y China. Las ventas en los Estados Unidos comenzaron en 2022. Toyota declaró que habría siete modelos "bZ" para 2025. 

## Antecedentes
Toyota produjo una versión eléctrica del RAV4 denominada Toyota RAV4 EV. La primera generación la produjo entre 1997 y 2003 para cumplir el mandato californiano sobre vehículos de cero emisiones. Toyota vendió o alquiló en leasing 1484 unidades. La segunda generación fue de 2012 a 2014 y se vendieron 2489 unidades en California. En la producción de la segunda generación colaboraron Toyota, Tesla Inc. y Panasonic.

## Nombre
Según Toyota, el significado de la identificación "bZ4X" se divide en:
- "bZ": (beyond Zero) para emisiones "más allá de cero", que representa la naturaleza de un vehículo eléctrico de batería yendo "más allá de cero" emisiones,
- "4": de tamaño equivalente al Toyota RAV4,
- "X": SUV crossover compacto ('X').[8][9]

## Descripción general

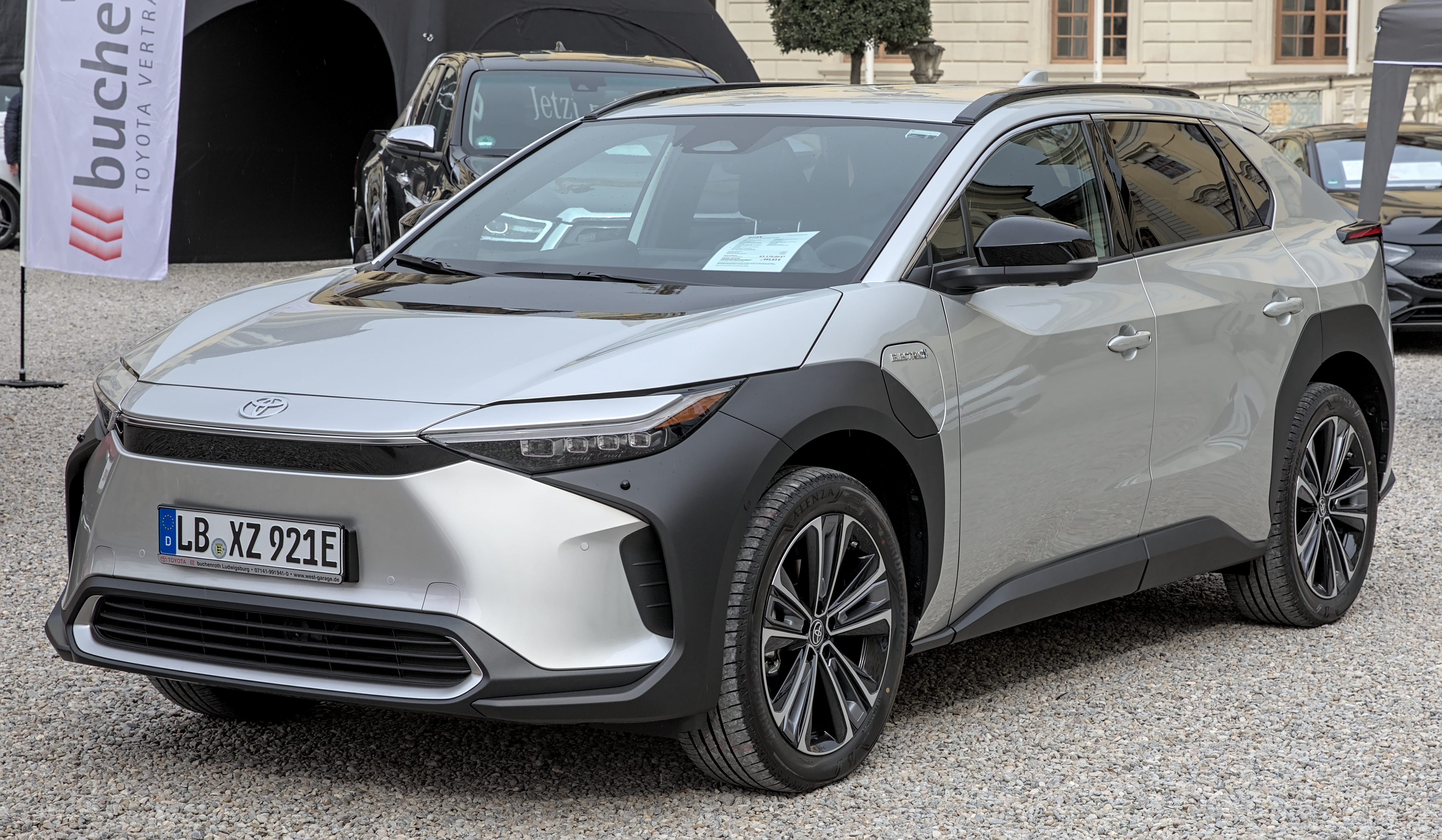
Toyota bZ4X en Ludwigsburg en 2022

El diseño del bZ4X fue visto en imágenes de una serie de prototipos de vehículos eléctricos lanzados por Toyota en junio de 2019. La empresa destacó el plan para lanzar seis vehículos eléctricos entre 2020 y 2025 utilizando la plataforma e-TNGA. En enero de 2020 Subaru también presentó una vista previa del vehículo, que estaba desarrollando con Toyota como una maqueta conceptual que mostraba un diseño similar.
El concepto bZ4X se reveló el 19 de abril de 2021 y se presentó en Salón del Automóvil de Shanghái el mismo día.  Si bien se reveló como un vehículo conceptual, el vehículo parecía estar casi listo para la producción. El bZ4X es similar en tamaño al RAV4, pero se mantuvo más bajo con un estilo más nítido y una distancia entre ejes mayor, que coincide con el Highlander. El vehículo fue desarrollado en conjunto con Subaru, que influyó en el sistema de tracción total del automóvil.

## Diseño

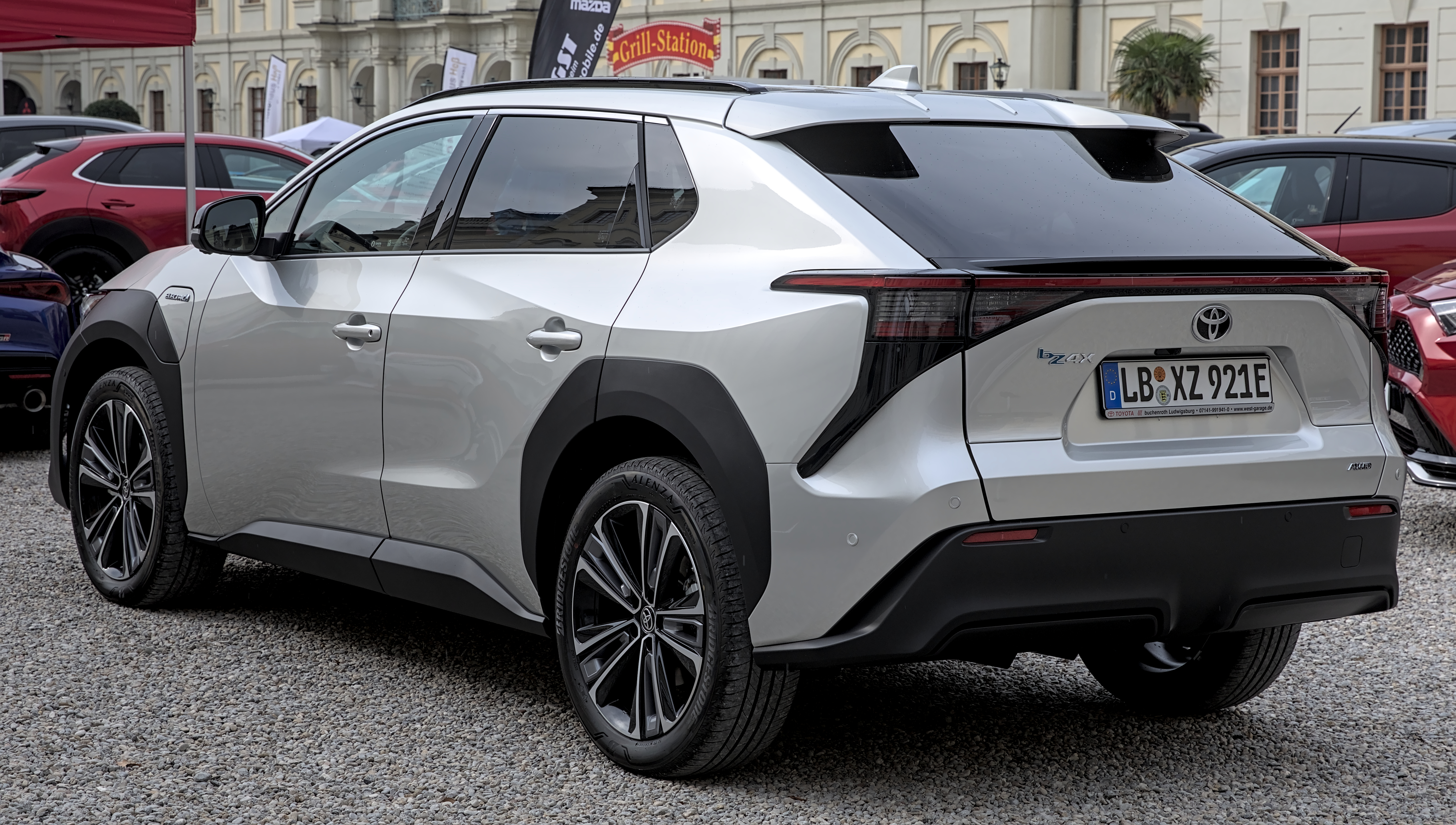
Vista trasera

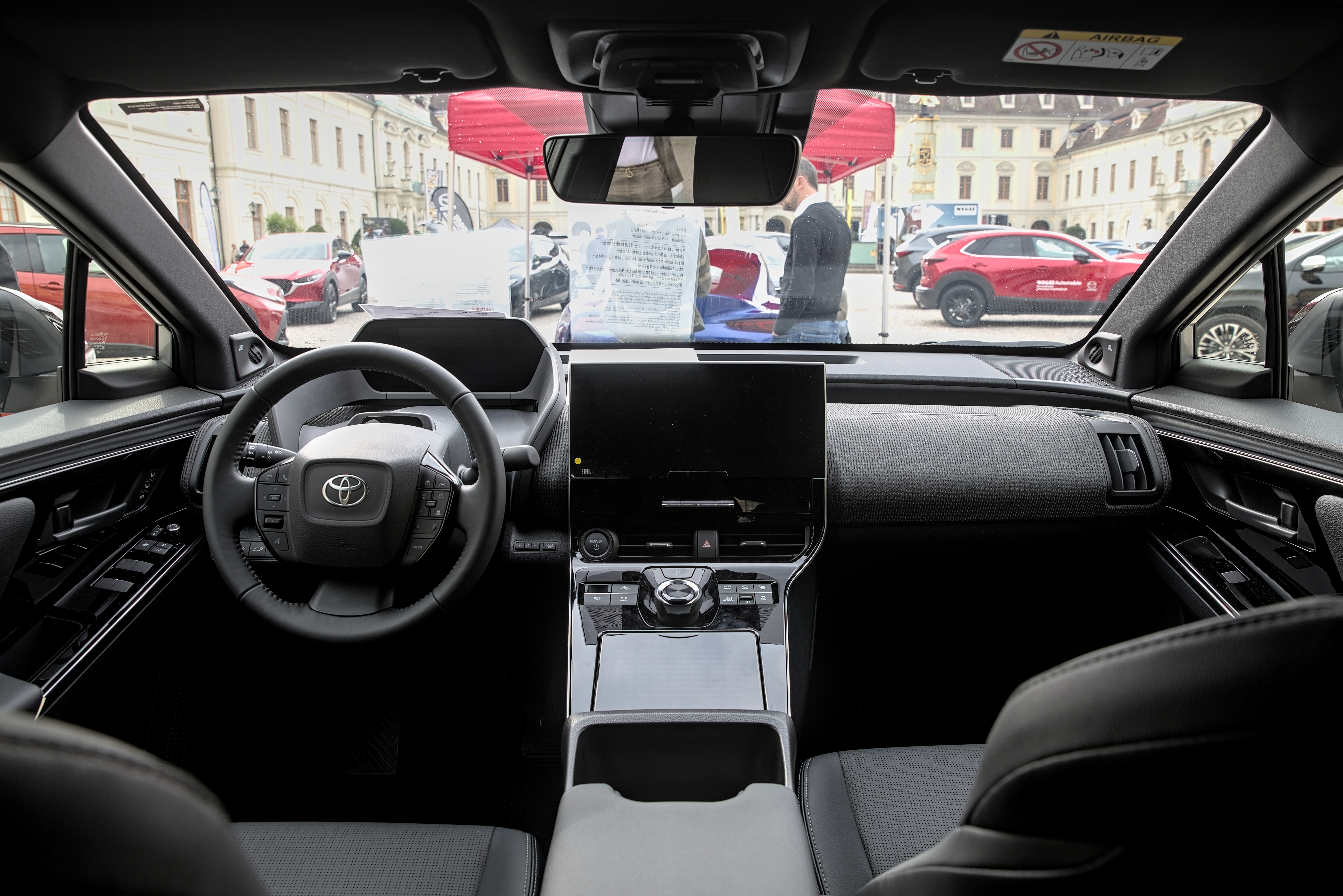
Interior

La longitud de 4690 milímetros (185 in) es comparable a un RAV4 (XA50), pero la distancia entre ejes de 2850 milímetros (112 in) es similar al del Land Cruiser (J300), dando al bZ4X un gran espacio interior. La plataforma e-TNGA fue desarrollada conjuntamente por Toyota y Subaru, con Toyota recibiendo crédito por el desarrollo de la batería y el eAxle y Subaru por el control de la tracción total y la seguridad contra colisiones.
Algunos modelos también adoptan un sistema de dirección por cable. El sistema de dirección por cable fue desarrollado para el mercado chino y estará disponible con un medio volante en lugar de un volante convencional. Combinado con el panel de instrumentos frontal de 7 pulgadas y uno central de 12.3 pulgadas Toyota dijo que el medio volante proporciona un interior más abierto. Opcionalmente Toyota ofrecía en China un módulo de carga solar por el equivalente a 2800 USD que permitía añadir unos 1750 km adicionales al año. Dispone de una bomba de calor para la refrigeración y calefacción. En el sistema multimedia dispone de  Apple CarPlay y Android Auto.

### Renovación de 2025

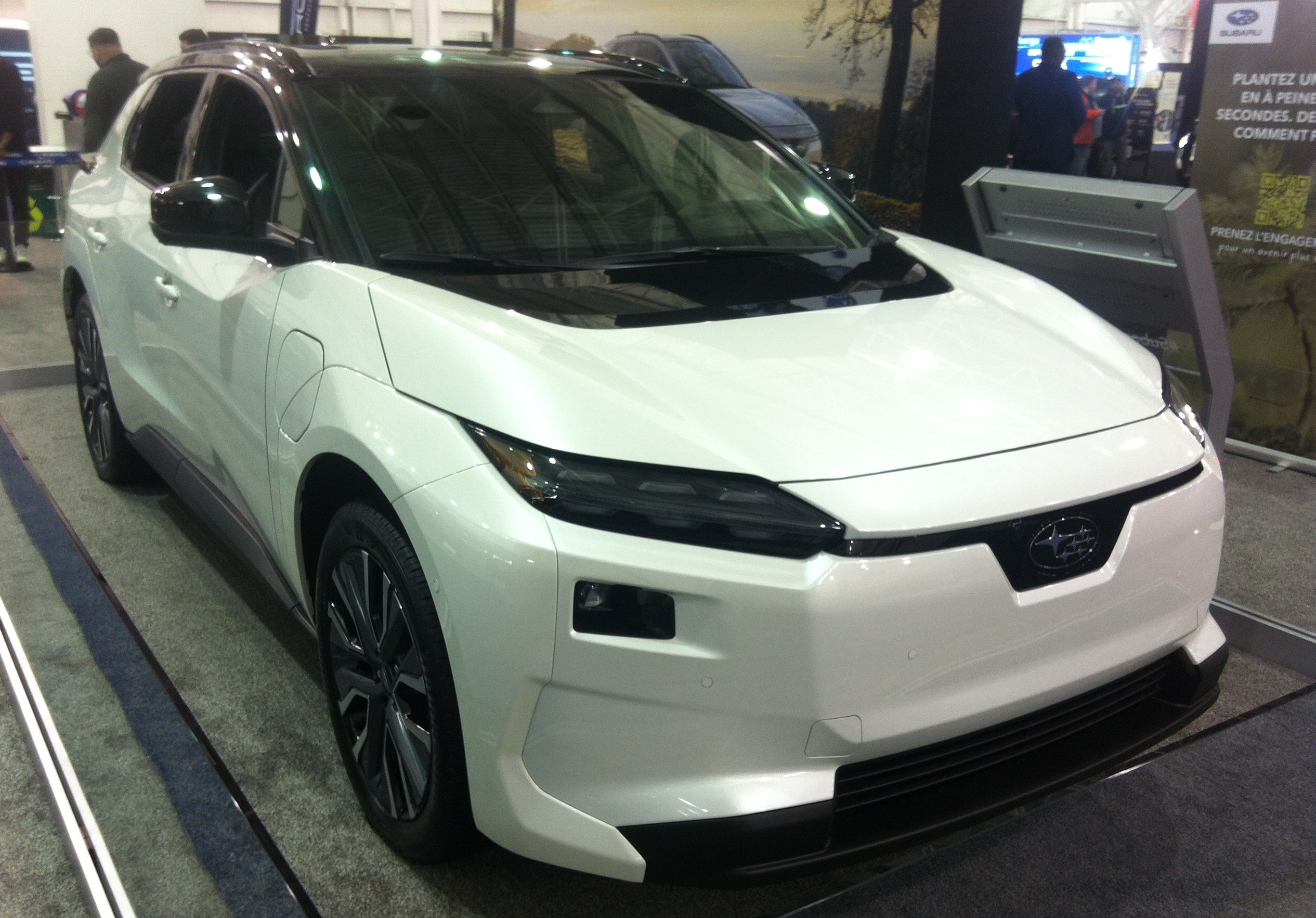
Renovación del Subaru Solterra en 2025

En mayo de 2025, Toyota anunció una actualización de mitad de ciclo (rediseño) para el vehículo, introduciendo varias actualizaciones destinadas a abordar las críticas al modelo anterior. Como parte de la actualización, el nombre del modelo se cambió para el mercado norteamericano de Toyota bZ4X a simplemente Toyota bZ.
Entre los cambios más significativos se encuentran las capacidades de carga rápida de CC (corriente continua) de los vehículos, que permiten cargar el vehículo del 10 % al 80 % en aproximadamente 30 minutos. El modelo anterior había sido ampliamente criticado por su bajo rendimiento de carga, ya que algunas versiones requerían hasta una hora para alcanzar el 80 % de carga y estaban limitadas a solo tres sesiones de carga rápida de CC al día. Esta mejora en el rendimiento de carga se debe a una curva de carga optimizada (su capacidad para mantener un alto nivel de energía durante un tiempo prolongado) y a una nueva función de preacondicionamiento de la batería, gracias a un sistema de bomba de calor mejorado que calienta la batería antes de la carga. Sin embargo, la carga aún se limita a un máximo de 150 kW, muy por debajo de la competencia. El cargador de CA integrado se ha actualizado de 7,6 kW a 22 kW mejorando el rendimiento de carga de nivel 2.
Para el mercado norteamericano, el vehículo adopta el puerto del Estándar de Carga de Norteamérica (NACS). Este puerto se ubicó en la parte delantera derecha, en lugar de la izquierda. El vehículo incorpora la función Plug & Charge, lo que mejora la compatibilidad con la red de Supercargadores de Tesla.
Las modificaciones más importantes incorporan una versión de acceso, equipada con una batería de iones de litio de 57,7 kWh y un motor de 123 kW (167 CV) con tracción delantera. La versión con batería de 73,1 kWh se ofrecerá en dos configuraciones: tracción delantera, con un motor de 165 kW (224 CV) y tracción integral con dos motores eléctricos que suman 252 kW (343 CV). Toyota estima que la autonomía máxima según el ciclo WLTP será de 573 kilómetros.
Las mejoras del sistema de propulsión incluyen motores BluE Nexus eAxle actualizados que utilizan semiconductores de carburo de silicio (SiC), lo que contribuye a una mayor potencia.
Las actualizaciones interiores abordan varias quejas de los usuarios. Se ha eliminado el marco de plástico que separaba el volante del panel de instrumentos digital. Una pantalla de infoentretenimiento más grande, de 14 pulgadas, reemplaza la anterior de 12,3 pulgadas e incluye controles físicos para el volumen y la climatización, que brillaban por su ausencia y eran frecuentemente criticados en el modelo anterior.
Los cambios exteriores incluyen un estilo revisado, en particular la adopción de la nueva fascia delantera estilo "Hammerhead" de Toyota, así como el reemplazo de los guardabarros de plástico negro por paneles de color a juego.

## Motorizaciones

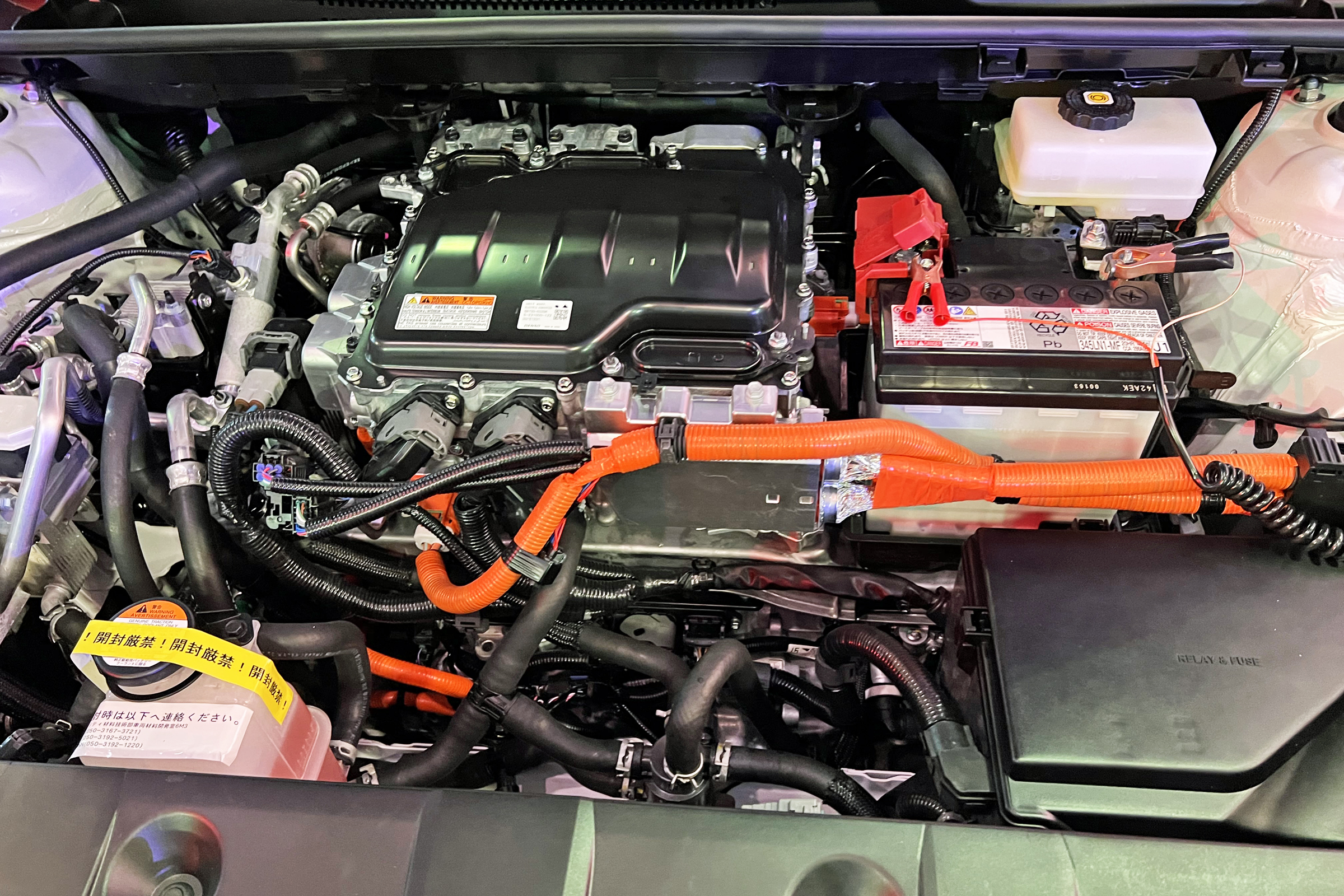
Equipo debajo del cofre, incluido el inversor de corriente principal (centro), la batería auxiliar de 12 V y la caja de fusibles

El bZ4X funciona con e-Axle, que integra un motor eléctrico, engranajes e inversor, y está construido por BluE Nexus, una empresa conjunta de las empresas del Grupo Toyota Aisin y Denso con inversión de Toyota Motor. Los modelos de tracción delantera usan un único eje eléctrico modelo 1XM que produce 150 kW (201 HP; 204 CV), mientras que los modelos con tracción en todas las ruedas usan ejes gemelos modelo 1YM que producen 80 kW (107 HP; 109 CV) para una salida combinada de 160 kW (215 HP; 218 CV).
Los modelos con tracción delantera tienen un tiempo de 7.5 segundos de 0-100 km/h (0-62 mph), mientras que los modelos con tracción total tienen un tiempo de 6.9 segundos para acelerar de 0-100 km/h (0-62 mph).  En los modelos AWD, el sistema AWD 'X-MODE' de Subaru es "prestado" del Subaru Forester.
Dispone de dos modos de freno regenerativo pero no cuenta con la conducción con un pedal.

## Batería y carga
El paquete de baterías de iones de litio está refrigerado por líquido.
Los modelos de tracción delantera tienen una batería de  71.4 kWh fabricada por Prime Planet Energy & Solutions (PPES), una empresa conjunta entre Toyota y Panasonic. Los modelos de tracción total para el mercado norteamericano tienen una batería de 72.8 kWh fabricada por CATL. Ambos modelos son de 355 voltios que aceptan carga rápida de CC a una tasa máxima de 150 kW para modelos de tracción delantera o 100 kW para los modelos con tracción total. El uso de un cargador rápido puede cargar el paquete PPES hasta el 80 % de su capacidad en 30 minutos.
| Modelo | Código de chasis | Motor eléctrico         | Potencia                                                       | Par motor máximo       | Autonomía (WLTP)        | Autonomía (EPA)         |
| ------ | ---------------- | ----------------------- | -------------------------------------------------------------- | ---------------------- | ----------------------- | ----------------------- |
| FWD    | XEAM10           | 1x BluE Nexus eAxle 1XM | 150 kW (201 HP; 204 CV)                                        | 266 N·m (196,2 lb·pie) | 504 kilómetros (313 mi) | 406 kilómetros (252 mi) |
| AWD    | YEAM15           | 2 BluE Nexus eAxle 1YM  | 80 kW (107 HP; 109 CV) por motor 160 kW (215 HP; 218 CV) total | 338 N·m (249,3 lb·pie) | 416 kilómetros (258 mi) | 367 kilómetros (228 mi) |

## Mercados

### Japón
El bZ4X con especificaciones del mercado japonés se anunció en abril de 2022 y se lanzó el 12 de mayo de 2022. El modelo solo estaba disponible para arrendamiento a través del servicio Kinto de la compañía para "eliminar las preocupaciones de los clientes" con respecto al vehículo eléctrico de batería mientras "se tiene en cuenta el medio ambiente".

El bZ4X está disponible con opciones de tracción delantera y tracción total. Los paquetes específicos incluyen una opción de techo (techo corredizo estándar o panorámico) y tamaño de rueda (18 o 20 pulgadas de diámetro). El automóvil está disponible con uno de los dos colores interiores y uno de los once colores exteriores.

### América del Norte
El bZ4X con especificaciones del mercado norteamericano se presentó en el Auto Show de Los Ángeles 2021, con sus especificaciones también detalladas en ese momento, incluida su fecha de venta establecida a mediados de 2022, para el modelo 2023. La autonomía según el ciclo EPA 2023 iba de 367 kilómetros (228 mi) a 406 kilómetros (252 mi).
En el momento del lanzamiento, los compradores estadounidenses entraban dentro del subsidio fiscal federal total US$7500 para la compra de un vehículo eléctrico; cada fabricante de automóviles podía vender hasta 200.000 automóviles que cumplieran las condiciones para el crédito fiscal. Debido a que los vehículos híbridos enchufables de Toyota también contaban para el crédito fiscal, se previó que los créditos se agotaran poco después del lanzamiento del bZ4X. En 2023 el bZ4X no es elegible para los incentivos para vehículos eléctricos de la Ley de Reducción de la Inflación porque no se fabrica en EE. UU.
En Estados Unidos la garantía de la batería, motores e inversores era de 8 años o 160 000 km.

### Europa
Bajo el ciclo de conducción WLTP, el bZ4X de tracción delantera alcanza una autonomía de 516 kilómetros (321 millas) (14.3 kWh/100 km de consumo) y la tracción total bZ4X 470 kilómetros (290 millas) (15.8 kWh/100 kilómetros). Las entregas de los primeros vehículos comenzaron en el verano de 2022. 

### Sudeste de Asia
El bZ4X fue anunciado por primera vez en Singapur por Borneo Motors (el minorista autorizado de Toyota en Singapur) en junio de 2022 como parte de un programa de uso compartido de automóviles eléctricos en Tengah New Town del país. Aunque el programa de uso compartido de automóviles se implementaría en junio de 2023, el automóvil no se puso a la venta en el país.
El bZ4X se exhibió por primera vez en Indonesia en el 29º Salón Internacional del Automóvil de Gaikindo Indonesia y se lanzó al mercado el 10 de noviembre de 2022. Es importado de Japón. Fue uno de los vehículos VIP oficiales utilizados en la cumbre del G20 de Bali de 2022.
El bZ4X se lanzó en Tailandia el 9 de noviembre de 2022. Al igual que con Indonesia, también se importa de Japón.

## Subaru Solterra

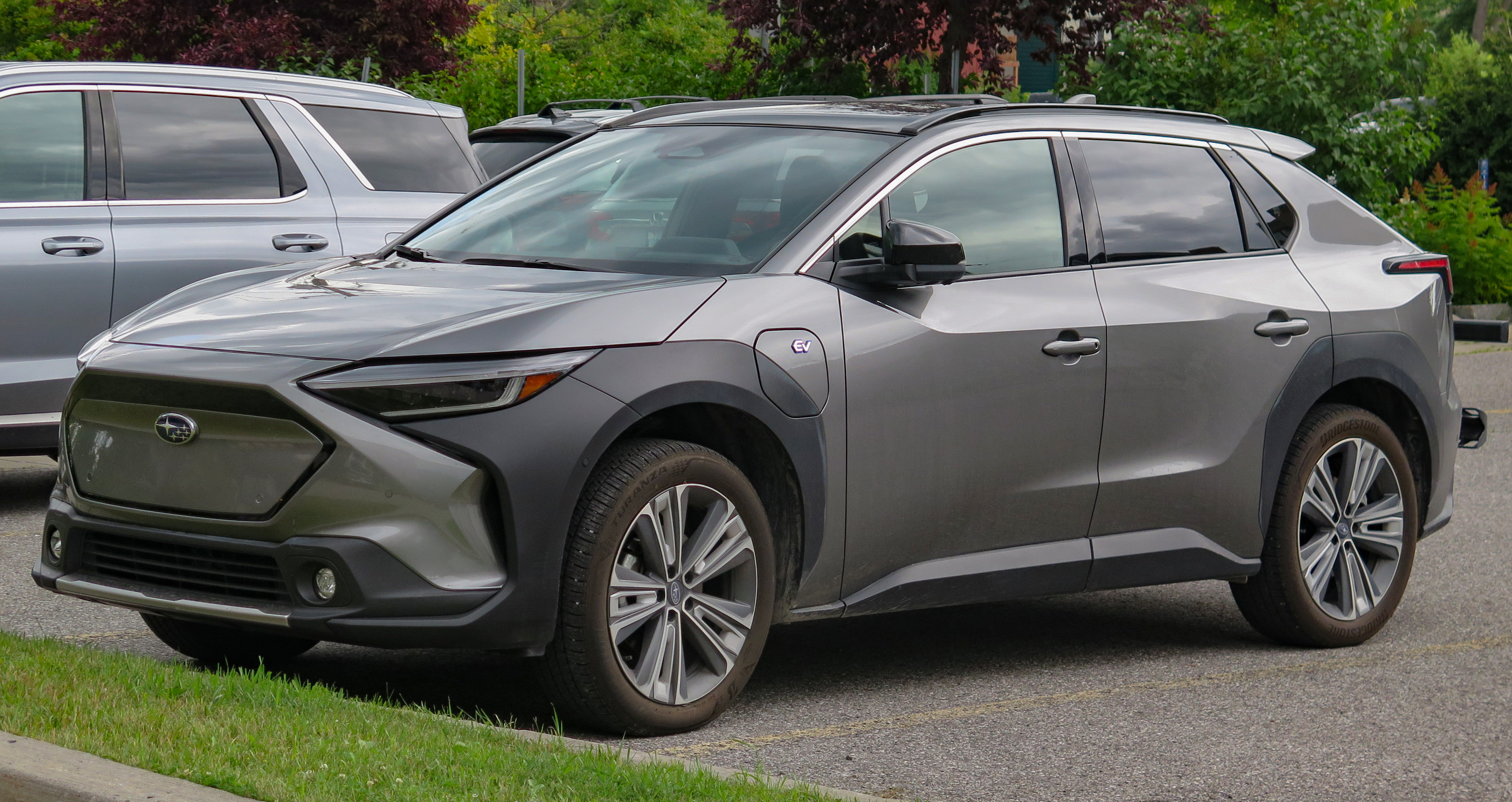
Subaru Solterra AWD con Technology Package de 2023, en color carbón ahumado

Subaru vende la versión modificada del bZ4X como Subaru Solterra (スバル・ソルテラ Subaru Sorutera?), cuyo nombre "Solterra" se acuñó a partir de una combinación de las palabras "sol" y "terra". ", palabras latinas para el "sol" y la "tierra" respectivamente. Con un rediseño exterior menor, utiliza la misma plataforma e-TNGA renombrada como "e-Subaru Global Platform" (e-SGP). El Solterra salió a la venta a mediados de 2022 en Japón, EE. UU., Canadá, Europa y China.
En Japón, el Solterra se ofrece en los acabados ET-SS (FWD y AWD) y ET-HS (AWD solamente). Está equipado con un sistema de seguridad activo comercializado como "Subaru Safety Sense" de serie. A diferencia del bZ4X en Japón, el Solterra está disponible para su compra.

## Seguridad
El bZ4X y el Solterra lograron una calificación JNCAP de cinco estrellas de la Agencia Nacional de Seguridad Automotriz y Ayuda a las Víctimas de Japón (NASVA) por su desempeño de seguridad integral, según las pruebas realizadas en un Subaru Solterra.
| Evaluación de autos nuevos de NASVA: Toyota bZ4X 2022 | Evaluación de autos nuevos de NASVA: Toyota bZ4X 2022 |
| Sección                                               | Puntuación                                            |
| ----------------------------------------------------- | ----------------------------------------------------- |
| Rendimiento de seguridad de colisión                  | (87%)                                                 |
| Desempeño de seguridad preventiva                     | (99%)                                                 |
| Desempeño integral de seguridad                       | 93%                                                   |
| Evaluación global                                     | 5/5 estrellas                                         |

El bZ4X y el Solterra también lograron una calificación Euro NCAP 2022 de cinco estrellas.

## Llamadas a taller
El 23 de junio de 2022, pocos meses después de las primeras entregas, Toyota y Subaru retiraron del mercado 2700 bZ4X y 2600 Solterra debido a la posibilidad de que las ruedas se aflojaran. El regulador japonés de seguridad afirmó que en los giros y frenadas bruscas se podían aflojar los tornillos del buje y soltarse la rueda. El regulador no tenía noticia de que se hubieran producido accidentes por dicho defecto, pero avisó que los propietarios dejaran de conducir el vehículo hasta que se ejecutara una reparación permanente. Durante tres meses Toyota y Subaru paralizaron la producción del bZ4X y Solterra respectivamente.
El 6 de octubre de 2022, Toyota informó que había reemplazado los tornillos en los bujes de las ruedas y los apretaba según las especificaciones. Entonces se reanudó la producción del Toyota bZ4X y el Subaru Solterra.

## Ventas

### Toyota bZ4X
| Año  | Japón | Europa | Australia | China | Estados Unidos | Canadá |
| ---- | ----- | ------ | --------- | ----- | -------------- | ------ |
| 2022 |       | 2382   |           | 1487  | 1220           |        |
| 2023 | 138   | 19 606 |           | 6223  | 9329           | 4179   |
| 2024 | 927   | 24 465 | 977       | 7167  | 18 570         | 6720   |

Las ventas de vehículos eléctricos puros (BEV) del grupo Toyota en relación con sus ventas totales son marginales.
| Ventas globales Toyota | Ventas globales Toyota | Ventas globales Toyota |
| Año                    | Ventas totales         | % BEV                  |
| ---------------------- | ---------------------- | ---------------------- |
| 2022                   | 10 483 619             | 0.05%                  |
| 2023                   | 11 233 039             | 0.35%                  |
| 2024                   | 10 821 480             | 0.54%                  |

### Subaru Solterra
| Año  | Japón | Australia | Estados Unidos | Canadá |
| ---- | ----- | --------- | -------------- | ------ |
| 2022 | 105   |           | 919            |        |
| 2023 | 632   | 14        | 8872           |        |
| 2024 | 225   | 386       | 12 447         | 2468   |